# David Ross (Politiker)
David Ross (* 12. Februar 1755 im Prince George’s County, Province of Maryland; † 1800 im Frederick County, Maryland) war ein US-amerikanischer Politiker, der als Delegierter aus Maryland am Kontinentalkongress teilnahm.
Als junger Mann schloss sich David Ross der amerikanischen Revolutionsbewegung an. Er wurde am 1. Januar 1777 von General George Washington im Rang eines Majors dem Regiment von Lieutenant Colonel William Grayson zugeteilt. Dort diente er bis zu seinem Abschied vom Militär am 20. Dezember desselben Jahres. Er musste sich nach dem Tod seines Vaters um den Familienbesitz kümmern. Außerdem studierte er die Rechtswissenschaften und wurde im Jahr 1783 in die Anwaltskammer aufgenommen, woraufhin er im Frederick County als Jurist zu praktizieren begann.
Von 1785 bis 1787 wurde er als Delegierter aus Maryland zu den Sitzungen des Kontinentalkongresses nach New York entsandt. Weitere öffentliche Ämter bekleidete er bis zu seinem Tod im Jahr 1800 nicht mehr.